# Jaime St. James
Pour les articles homonymes, voir St. James.
Jaime St. James (né en 1960) est le chanteur du groupe de glam metal Black 'n Blue.

## Discographie

### Black 'n Blue
- 1984 - Black 'n Blue.
- 1985 - Without Love.
- 1986 - Nasty Nasty.
- 1988 - In Heat.

### Autres participations
- 1986 - Little Miss Dangerous (Ted Nugent)
- 1987 - License to Kill (Malice)
- 1986 - The Final Frontier (Keel)
- 1987 - Keel (Keel)
- 1989 - Larger than Live (Keel)